# Giro d'Italia 2004
Il Giro d'Italia 2004, ottantasettesima edizione della "Corsa Rosa", si svolse dall'8 al 30 maggio 2004 su un percorso di 3 413,9 km ripartiti in un cronoprologo e venti tappe. Fu vinto dal ventiduenne Damiano Cunego, al primo successo in un Grande Giro, davanti a Serhij Hončar e Gilberto Simoni.
Simoni, favorito per la vittoria finale alla vigilia, conquistò la maglia rosa al primo arrivo in salita (terza tappa) spiazzando gli avversari, ma il suo giovane compagno di squadra Cunego, vincendo a Montevergine, balzò al comando della classifica generale. Cunego cedette momentaneamente la maglia rosa a Popovyč dopo la cronometro della tredicesima tappa, ma si riappropriò del primato con un attacco nella tappa di Falzes. Successivamente batté Simoni a Bormio 2000 e quindi, nella penultima tappa, controllò a distanza l'attacco di Simoni e Garzelli sul Mortirolo.

## Tappe
| Tappa  | Data      | Percorso                                    | km      | Vincitore di tappa  | Leader cl. generale |
| ------ | --------- | ------------------------------------------- | ------- | ------------------- | ------------------- |
| prol.  | 8 maggio  | Genova > Genova (cron. individuale)         | 6,9     | Bradley McGee       | Bradley McGee       |
| 1ª     | 9 maggio  | Genova > Alba                               | 143     | Alessandro Petacchi | Olaf Pollack        |
| 2ª     | 10 maggio | Novi Ligure > Pontremoli                    | 184     | Damiano Cunego      | Bradley McGee       |
| 3ª     | 11 maggio | Pontremoli > Corno alle Scale               | 191     | Gilberto Simoni     | Gilberto Simoni     |
| 4ª     | 12 maggio | Porretta Terme > Civitella in Val di Chiana | 184     | Alessandro Petacchi | Gilberto Simoni     |
| 5ª     | 13 maggio | Civitella in Val di Chiana > Spoleto        | 177     | Robbie McEwen       | Gilberto Simoni     |
| 6ª     | 14 maggio | Spoleto > Valmontone                        | 164     | Alessandro Petacchi | Gilberto Simoni     |
| 7ª     | 15 maggio | Frosinone > Montevergine di Mercogliano     | 214     | Damiano Cunego      | Damiano Cunego      |
| 8ª     | 16 maggio | Giffoni Valle Piana > Policoro              | 210     | Alessandro Petacchi | Damiano Cunego      |
| 9ª     | 17 maggio | Policoro > Carovigno                        | 142     | Fred Rodriguez      | Damiano Cunego      |
|        | 18 maggio | giorno di riposo                            |         |                     |                     |
| 10ª    | 19 maggio | Porto Sant'Elpidio > Ascoli Piceno          | 138     | Alessandro Petacchi | Damiano Cunego      |
| 11ª    | 20 maggio | Porto Sant'Elpidio > Cesena                 | 228     | Emanuele Sella      | Damiano Cunego      |
| 12ª    | 21 maggio | Cesena > Treviso                            | 210     | Alessandro Petacchi | Damiano Cunego      |
| 13ª    | 22 maggio | Trieste > Trieste (cron. individuale)       | 52      | Serhij Hončar       | Jaroslav Popovyč    |
| 14ª    | 23 maggio | Trieste > Pola (HRV)                        | 175     | Alessandro Petacchi | Jaroslav Popovyč    |
| 15ª    | 24 maggio | Parenzo (HRV) > San Vendemiano              | 234     | Alessandro Petacchi | Jaroslav Popovyč    |
| 16ª    | 25 maggio | San Vendemiano > Falzes                     | 214     | Damiano Cunego      | Damiano Cunego      |
|        | 26 maggio | giorno di riposo                            |         |                     |                     |
| 17ª    | 27 maggio | Brunico > Fondo/Sarnonico                   | 153     | Pavel Tonkov        | Damiano Cunego      |
| 18ª    | 28 maggio | Cles > Bormio 2000                          | 118     | Damiano Cunego      | Damiano Cunego      |
| 19ª    | 29 maggio | Bormio > Presolana                          | 122     | Stefano Garzelli    | Damiano Cunego      |
| 20ª    | 30 maggio | Clusone > Milano                            | 154     | Alessandro Petacchi | Damiano Cunego      |
| Totale | Totale    | Totale                                      | 3 413,9 |                     |                     |

## Resoconto degli eventi
L'edizione 2004 del Giro partiva col ricordo della tragica scomparsa di Pantani, avvenuta pochi mesi prima. I favoriti al via erano Stefano Garzelli, Gilberto Simoni e Jaroslav Popovyč, terzo l'anno prima. Dopo il prologo di Genova, vinto da Bradley McGee, nella seconda tappa, a Pontremoli, si impose il giovane compagno di Simoni alla Saeco, Damiano Cunego. La successiva frazione, con il primo arrivo in salita, vide il successo del favorito Simoni: il trentino prese e conservò la maglia rosa sino alla settima tappa, quando Cunego s'impose a Montevergine di Mercogliano strappandogli il simbolo del primato. Cunego riuscì a tenere la maglia nelle tappe pianeggianti fino alla cronometro di Trieste, tredicesima frazione, vinta dallo specialista ucraino Serhij Hončar: la maglia rosa passò sulle spalle dell'altro ucraino Popovyč, che la mantenne anche nelle due tappe in Croazia.
Al ritorno in Italia Cunego andò all'attacco e vinse sul traguardo alpino di Falzes, riconquistando il primato nella classifica generale con 1'14" su Hončar: quel giorno Popovyč perse 3'50", scivolando a 2'22", mentre Simoni, staccato di 2'39", dovette cedere definitivamente i gradi di capitano al giovane gregario.
Nelle ultime tappe non si assisté a particolari scossoni. A Fondo/Sarnonico la graduatoria rimase immutata (vinse Pavel Tonkov); a Bormio 2000, nella frazione con il Tonale e il Gavia (Cima Coppi), Cunego fu abile a rispondere agli attacchi dei rivali (tra cui l'ex capitano Simoni) e quindi a staccarli sulle ultime rampe, ottenendo il quarto successo di tappa. Infine, nella frazione con il Mortirolo, il Vivione e l'ascesa sulla Presolana, Stefano Garzelli batté in volata Simoni – i due erano andati in avanscoperta a inizio tappa – mentre Cunego controllò a distanza, chiuse a meno di un minuto, mantenne il primato e anzi portò a 2'02" il vantaggio sul secondo, Hončar.
Al termine della passerella di Milano (vittoria di Alessandro Petacchi in volata) Damiano Cunego poté così festeggiare, a sorpresa, la vittoria nella "Corsa Rosa". Secondo chiuse appunto Hončar, terzo, a soli 3 secondi dall'ucraino, Gilberto Simoni. Quarto, più staccato, fu Dario David Cioni, Popovyč giunse quinto, Garzelli subito dietro mentre un giovane Tadej Valjavec concluse al nono posto. Per quanto concerne le tappe, il già citato Petacchi dominò le volate, ottenendo ben nove successi e la maglia ciclamino della classifica a punti. La maglia verde del Gran Premio della Montagna andò al tedesco Fabian Wegmann, quella blu dell'Intergiro a Raffaele Illiano.

## Squadre e corridori partecipanti
| N.    | Cod. | Squadra                      |
| ----- | ---- | ---------------------------- |
| 1-9   | SAE  | Saeco Macchine per Caffè     |
| 11-19 | A&S  | Acqua & Sapone-Caffè Mokambo |
| 21-29 | ALB  | Alessio-Bianchi              |
| 31-39 | PAN  | Ceramiche Panaria-Margres    |
| 41-49 | CHO  | Chocolade Jacques-Wincor     |
| 51-59 | CLM  | Colombia-Selle Italia        |
| 61-69 | DEN  | De Nardi                     |
| 71-79 | DVE  | Domina Vacanze               |
| 81-89 | FAS  | Fassa Bortolo                |
| 91-99 | FDJ  | fdjeux.com                   |

| N.      | Cod. | Squadra                            |
| ------- | ---- | ---------------------------------- |
| 101-109 | FPF  | Formaggi Pinzolo Fiavé             |
| 111-119 | GST  | Gerolsteiner                       |
| 121-129 | LAM  | Lampre                             |
| 131-139 | LAN  | Landbouwkrediet-Colnago            |
| 141-149 | LOT  | Lotto-Domo                         |
| 151-159 | PHO  | Phonak Hearing Systems             |
| 161-169 | SDV  | Saunier Duval-Prodir               |
| 171-179 | TEN  | Tenax                              |
| 181-189 | VIN  | Vini Caldirola-Nobili Rubinetterie |

## Dettagli delle tappe

### Prologo
- 8 maggio: Genova > Genova – Cronometro individuale – 6,9 km

Risultati
| Pos. | Corridore        | Squadra         | Tempo |
| ---- | ---------------- | --------------- | ----- |
| 1    | Bradley McGee    | Fdjeux.com      | 8'30" |
| 2    | Olaf Pollack     | Gerolsteiner    | a 10" |
| 3    | Jaroslav Popovyč | Landbouwkrediet | a 20" |

| Pos. | Corridore        | Squadra         | Tempo |
| ---- | ---------------- | --------------- | ----- |
| 1    | Bradley McGee    | Fdjeux.com      | 8'30" |
| 2    | Olaf Pollack     | Gerolsteiner    | a 10" |
| 3    | Jaroslav Popovyč | Landbouwkrediet | a 20" |

### 1ª tappa
- 9 maggio: Genova > Alba – 143 km

Risultati
| Pos. | Corridore           | Squadra       | Tempo    |
| ---- | ------------------- | ------------- | -------- |
| 1    | Alessandro Petacchi | Fassa Bortolo | 3h41'56" |
| 2    | Olaf Pollack        | Gerolsteiner  | s.t.     |
| 3    | Crescenzo D'Amore   | Acqua & Sap.  | s.t.     |

| Pos. | Corridore           | Squadra       | Tempo    |
| ---- | ------------------- | ------------- | -------- |
| 1    | Olaf Pollack        | Gerolsteiner  | 3h50'24" |
| 2    | Bradley McGee       | Fdjeux.com    | a 2"     |
| 3    | Alessandro Petacchi | Fassa Bortolo | a 20"    |

### 2ª tappa
- 10 maggio: Novi Ligure > Pontremoli – 184 km

Risultati
| Pos. | Corridore       | Squadra         | Tempo    |
| ---- | --------------- | --------------- | -------- |
| 1    | Damiano Cunego  | Saeco           | 4h37'08" |
| 2    | Bradley McGee   | Fdjeux.com      | s.t.     |
| 3    | Cristian Moreni | Alessio-Bianchi | s.t.     |

| Pos. | Corridore         | Squadra         | Tempo    |
| ---- | ----------------- | --------------- | -------- |
| 1    | Bradley McGee     | Fdjeux.com      | 8h27'22" |
| 2    | Jaroslav Popovyč  | Landbouwkrediet | a 32"    |
| 3    | Gerhard Trampusch | Acqua & Sap.    | a 36"    |

### 3ª tappa
- 11 maggio: Pontremoli > Corno alle Scale – 191 km

Risultati
| Pos. | Corridore         | Squadra         | Tempo    |
| ---- | ----------------- | --------------- | -------- |
| 1    | Gilberto Simoni   | Saeco           | 5h46'09" |
| 2    | Damiano Cunego    | Saeco           | a 15"    |
| 3    | Franco Pellizotti | Alessio-Bianchi | a 16"    |

| Pos. | Corridore        | Squadra         | Tempo     |
| ---- | ---------------- | --------------- | --------- |
| 1    | Gilberto Simoni  | Saeco           | 14h13'58" |
| 2    | Damiano Cunego   | Saeco           | a 13"     |
| 3    | Jaroslav Popovyč | Landbouwkrediet | a 21"     |

### 4ª tappa
- 12 maggio: Porretta Terme > Civitella in Val di Chiana – 184 km

Risultati
| Pos. | Corridore           | Squadra       | Tempo    |
| ---- | ------------------- | ------------- | -------- |
| 1    | Alessandro Petacchi | Fassa Bortolo | 4h55'40" |
| 2    | Robbie McEwen       | Lotto-Domo    | s.t.     |
| 3    | Simone Cadamuro     | De Nardi      | s.t.     |

| Pos. | Corridore        | Squadra         | Tempo     |
| ---- | ---------------- | --------------- | --------- |
| 1    | Gilberto Simoni  | Saeco           | 19h09'38" |
| 2    | Damiano Cunego   | Saeco           | a 13"     |
| 3    | Jaroslav Popovyč | Landbouwkrediet | a 21"     |

### 5ª tappa
- 13 maggio: Civitella in Val di Chiana > Spoleto – 177 km

Risultati
| Pos. | Corridore     | Squadra        | Tempo    |
| ---- | ------------- | -------------- | -------- |
| 1    | Robbie McEwen | Lotto-Domo     | 4h24'57" |
| 2    | Olaf Pollack  | Gerolsteiner   | s.t.     |
| 3    | Marco Zanotti | Vini Caldirola | s.t.     |

| Pos. | Corridore        | Squadra         | Tempo     |
| ---- | ---------------- | --------------- | --------- |
| 1    | Gilberto Simoni  | Saeco           | 23h34'35" |
| 2    | Damiano Cunego   | Saeco           | a 13"     |
| 3    | Jaroslav Popovyč | Landbouwkrediet | a 21"     |

### 6ª tappa
- 14 maggio: Spoleto > Valmontone – 164 km

Risultati
| Pos. | Corridore           | Squadra       | Tempo    |
| ---- | ------------------- | ------------- | -------- |
| 1    | Alessandro Petacchi | Fassa Bortolo | 4h00'55" |
| 2    | Olaf Pollack        | Gerolsteiner  | s.t.     |
| 3    | Alejandro Borrajo   | Cer. Panaria  | s.t.     |

| Pos. | Corridore        | Squadra         | Tempo     |
| ---- | ---------------- | --------------- | --------- |
| 1    | Gilberto Simoni  | Saeco           | 27h35'30" |
| 2    | Damiano Cunego   | Saeco           | a 13"     |
| 3    | Jaroslav Popovyč | Landbouwkrediet | a 21"     |

### 7ª tappa
- 15 maggio: Frosinone > Montevergine di Mercogliano – 214 km

Risultati
| Pos. | Corridore         | Squadra         | Tempo    |
| ---- | ----------------- | --------------- | -------- |
| 1    | Damiano Cunego    | Saeco           | 5h26'25" |
| 2    | Bradley McGee     | Fdjeux.com      | s.t.     |
| 3    | Franco Pellizotti | Alessio-Bianchi | s.t.     |

| Pos. | Corridore         | Squadra         | Tempo     |
| ---- | ----------------- | --------------- | --------- |
| 1    | Damiano Cunego    | Saeco           | 33h01'48" |
| 2    | Gilberto Simoni   | Saeco           | a 10"     |
| 3    | Franco Pellizotti | Alessio-Bianchi | a 28"     |

### 8ª tappa
- 16 maggio: Giffoni Valle Piana > Policoro – 210 km

Risultati
| Pos. | Corridore           | Squadra         | Tempo    |
| ---- | ------------------- | --------------- | -------- |
| 1    | Alessandro Petacchi | Fassa Bortolo   | 4h52'48" |
| 2    | Tomas Vaitkus       | Landbouwkrediet | s.t.     |
| 3    | Olaf Pollack        | Gerolsteiner    | s.t.     |

| Pos. | Corridore         | Squadra         | Tempo     |
| ---- | ----------------- | --------------- | --------- |
| 1    | Damiano Cunego    | Saeco           | 37h54'37" |
| 2    | Gilberto Simoni   | Saeco           | a 10"     |
| 3    | Franco Pellizotti | Alessio-Bianchi | a 28"     |

### 9ª tappa
- 17 maggio: Policoro > Carovigno – 142 km

Risultati
| Pos. | Corridore           | Squadra         | Tempo    |
| ---- | ------------------- | --------------- | -------- |
| 1    | Fred Rodriguez      | Acqua & Sap.    | 4h04'38" |
| 2    | Alessandro Petacchi | Fassa Bortolo   | s.t.     |
| 3    | Angelo Furlan       | Alessio-Bianchi | s.t.     |

| Pos. | Corridore         | Squadra         | Tempo     |
| ---- | ----------------- | --------------- | --------- |
| 1    | Damiano Cunego    | Saeco           | 41h59'15" |
| 2    | Gilberto Simoni   | Saeco           | a 10"     |
| 3    | Franco Pellizotti | Alessio-Bianchi | a 28"     |

### 10ª tappa
- 19 maggio: Porto Sant'Elpidio > Ascoli Piceno – 138 km

Risultati
| Pos. | Corridore           | Squadra        | Tempo    |
| ---- | ------------------- | -------------- | -------- |
| 1    | Alessandro Petacchi | Fassa Bortolo  | 3h24'17" |
| 2    | Marco Zanotti       | Vini Caldirola | s.t.     |
| 3    | Andris Naudužs      | Domina Vac.    | s.t.     |

| Pos. | Corridore         | Squadra         | Tempo     |
| ---- | ----------------- | --------------- | --------- |
| 1    | Damiano Cunego    | Saeco           | 45h23'42" |
| 2    | Gilberto Simoni   | Saeco           | a 10"     |
| 3    | Franco Pellizotti | Alessio-Bianchi | a 28"     |

### 11ª tappa
- 20 maggio: Porto Sant'Elpidio > Cesena – 234 km

Risultati
| Pos. | Corridore       | Squadra         | Tempo    |
| ---- | --------------- | --------------- | -------- |
| 1    | Emanuele Sella  | Cer. Panaria    | 5h19'08" |
| 2    | Cristian Moreni | Alessio-Bianchi | a 30"    |
| 3    | Steve Zampieri  | Vini Caldirola  | a 30"    |

| Pos. | Corridore         | Squadra         | Tempo     |
| ---- | ----------------- | --------------- | --------- |
| 1    | Damiano Cunego    | Saeco           | 50h43'29" |
| 2    | Gilberto Simoni   | Saeco           | a 10"     |
| 3    | Franco Pellizotti | Alessio-Bianchi | a 28"     |

### 12ª tappa
- 21 maggio: Cesena > Treviso – 210 km

Risultati
| Pos. | Corridore           | Squadra       | Tempo    |
| ---- | ------------------- | ------------- | -------- |
| 1    | Alessandro Petacchi | Fassa Bortolo | 4h48'12" |
| 2    | Robbie McEwen       | Lotto-Domo    | s.t.     |
| 3    | Aljaksandr Usaŭ     | Phonak        | s.t.     |

| Pos. | Corridore         | Squadra         | Tempo     |
| ---- | ----------------- | --------------- | --------- |
| 1    | Damiano Cunego    | Saeco           | 55h31'41" |
| 2    | Gilberto Simoni   | Saeco           | a 10"     |
| 3    | Franco Pellizotti | Alessio-Bianchi | a 28"     |

### 13ª tappa
- 22 maggio: Trieste > Trieste – Cronometro individuale – 52 km

Risultati
| Pos. | Corridore        | Squadra         | Tempo    |
| ---- | ---------------- | --------------- | -------- |
| 1    | Serhij Hončar    | De Nardi        | 1h06'45" |
| 2    | Bradley McGee    | fdjeux.com      | a 18"    |
| 3    | Jaroslav Popovyč | Landbouwkrediet | a 34"    |

| Pos. | Corridore        | Squadra         | Tempo     |
| ---- | ---------------- | --------------- | --------- |
| 1    | Jaroslav Popovyč | Landbouwkrediet | 56h39'40" |
| 2    | Serhij Hončar    | De Nardi        | a 3"      |
| 3    | Bradley McGee    | fdjeux.com      | a 1'20"   |

### 14ª tappa
- 23 maggio: Trieste > Pola (Croazia) – 175 km

Risultati
| Pos. | Corridore           | Squadra       | Tempo    |
| ---- | ------------------- | ------------- | -------- |
| 1    | Alessandro Petacchi | Fassa Bortolo | 4h08'58" |
| 2    | Fred Rodriguez      | Acqua & Sap.  | s.t.     |
| 3    | Marco Velo          | Fassa Bortolo | s.t.     |

| Pos. | Corridore        | Squadra         | Tempo     |
| ---- | ---------------- | --------------- | --------- |
| 1    | Jaroslav Popovyč | Landbouwkrediet | 60h38'48" |
| 2    | Serhij Hončar    | De Nardi        | a 3"      |
| 3    | Bradley McGee    | fdjeux.com      | a 1'20"   |

### 15ª tappa
- 24 maggio: Parenzo (Croazia) > San Vendemiano – 243 km

Risultati
| Pos. | Corridore           | Squadra       | Tempo    |
| ---- | ------------------- | ------------- | -------- |
| 1    | Alessandro Petacchi | Fassa Bortolo | 5h59'52" |
| 2    | Robbie McEwen       | Lotto-Domo    | s.t.     |
| 3    | Olaf Pollack        | Gerolsteiner  | s.t.     |

| Pos. | Corridore        | Squadra         | Tempo     |
| ---- | ---------------- | --------------- | --------- |
| 1    | Jaroslav Popovyč | Landbouwkrediet | 66h48'30" |
| 2    | Serhij Hončar    | De Nardi        | a 3"      |
| 3    | Bradley McGee    | fdjeux.com      | a 1'20"   |

### 16ª tappa
- 25 maggio: San Vendemiano > Falzes – 214 km

Risultati
| Pos. | Corridore         | Squadra      | Tempo    |
| ---- | ----------------- | ------------ | -------- |
| 1    | Damiano Cunego    | Saeco        | 6h11'23" |
| 2    | Rinaldo Nocentini | Acqua & Sap. | a 1'16"  |
| 3    | Alexandre Moos    | Phonak       | a 1'38"  |

| Pos. | Corridore        | Squadra         | Tempo     |
| ---- | ---------------- | --------------- | --------- |
| 1    | Damiano Cunego   | Saeco           | 73h01'21" |
| 2    | Serhij Hončar    | De Nardi        | a 1'14"   |
| 3    | Jaroslav Popovyč | Landbouwkrediet | a 2'22"   |

### 17ª tappa
- 27 maggio: Brunico > Fondo/Sarnonico – 153 km

Risultati
| Pos. | Corridore            | Squadra         | Tempo    |
| ---- | -------------------- | --------------- | -------- |
| 1    | Pavel Tonkov         | Vini Caldirola  | 3h40'05" |
| 2    | Alessandro Bertolini | Alessio-Bianchi | a 2'15"  |
| 3    | Bradley McGee        | Fdjeux.com      | a 2'49"  |

| Pos. | Corridore        | Squadra         | Tempo     |
| ---- | ---------------- | --------------- | --------- |
| 1    | Damiano Cunego   | Saeco           | 76h44'15" |
| 2    | Serhij Hončar    | De Nardi        | a 1'14"   |
| 3    | Jaroslav Popovyč | Landbouwkrediet | a 2'22"   |

### 18ª tappa
- 28 maggio: Cles > Bormio 2000 – 118 km

Risultati
| Pos. | Corridore         | Squadra       | Tempo    |
| ---- | ----------------- | ------------- | -------- |
| 1    | Damiano Cunego    | Saeco         | 3h56'31" |
| 2    | Dario David Cioni | Fassa Bortolo | a 5"     |
| 3    | Serhij Hončar     | De Nardi      | s.t.     |

| Pos. | Corridore       | Squadra  | Tempo     |
| ---- | --------------- | -------- | --------- |
| 1    | Damiano Cunego  | Saeco    | 80h40'26" |
| 2    | Serhij Hončar   | De Nardi | a 1'31"   |
| 3    | Gilberto Simoni | Saeco    | a 3'07"   |

### 19ª tappa
- 29 maggio: Bormio > Presolana – 122 km

Risultati
| Pos. | Corridore        | Squadra        | Tempo    |
| ---- | ---------------- | -------------- | -------- |
| 1    | Stefano Garzelli | Vini Caldirola | 3h52'16" |
| 2    | Gilberto Simoni  | Saeco          | a 2"     |
| 3    | Tadej Valjavec   | Phonak         | a 23"    |

| Pos. | Corridore       | Squadra  | Tempo     |
| ---- | --------------- | -------- | --------- |
| 1    | Damiano Cunego  | Saeco    | 84h33'34" |
| 2    | Serhij Hončar   | De Nardi | a 2'02"   |
| 3    | Gilberto Simoni | Saeco    | a 2'05"   |

### 20ª tappa
- 30 maggio: Clusone > Milano – 154 km

Risultati
| Pos. | Corridore           | Squadra        | Tempo    |
| ---- | ------------------- | -------------- | -------- |
| 1    | Alessandro Petacchi | Fassa Bortolo  | 4h07'01" |
| 2    | Marco Zanotti       | Vini Caldirola | s.t.     |
| 3    | Aart Vierhouten     | Lotto-Domo     | s.t.     |

| Pos. | Corridore       | Squadra  | Tempo     |
| ---- | --------------- | -------- | --------- |
| 1    | Damiano Cunego  | Saeco    | 87h32'09" |
| 2    | Serhij Hončar   | De Nardi | a 2'02"   |
| 3    | Gilberto Simoni | Saeco    | a 2'05"   |

## Evoluzione delle classifiche
| Tappa              | Vincitore           | Classifica generale Maglia rosa | Classifica a punti Maglia ciclamino | Classifica scalatori Maglia verde | Classifica intergiro Maglia azzurra | Trofeo Fast Team | Trofeo Super Team |
| ------------------ | ------------------- | ------------------------------- | ----------------------------------- | --------------------------------- | ----------------------------------- | ---------------- | ----------------- |
| Prol.              | Bradley McGee       | Bradley McGee                   | non assegnata                       | non assegnata                     | non assegnata                       | non assegnata    | non assegnata     |
| 1ª                 | Alessandro Petacchi | Olaf Pollack                    | Alessandro Petacchi                 | Fabian Wegmann                    | non assegnata                       | Lampre           | Fdjeux.com        |
| 2ª                 | Damiano Cunego      | Bradley McGee                   | Damiano Cunego                      | Alexandre Moos                    | Ruggero Marzoli                     | Lampre           | Fdjeux.com        |
| 3ª                 | Gilberto Simoni     | Gilberto Simoni                 | Damiano Cunego                      | Gilberto Simoni                   | Crescenzo D'Amore                   | Saeco            | Saeco             |
| 4ª                 | Alessandro Petacchi | Gilberto Simoni                 | Alessandro Petacchi                 | Gilberto Simoni                   | Alessandro Vanotti                  | Saeco            | Saeco             |
| 5ª                 | Robbie McEwen       | Gilberto Simoni                 | Robbie McEwen                       | Gilberto Simoni                   | Crescenzo D'Amore                   | Saeco            | Saeco             |
| 6ª                 | Alessandro Petacchi | Gilberto Simoni                 | Alessandro Petacchi                 | Fabian Wegmann                    | Crescenzo D'Amore                   | Saeco            | Acqua & Sapone    |
| 7ª                 | Damiano Cunego      | Damiano Cunego                  | Alessandro Petacchi                 | Damiano Cunego                    | Massimo Strazzer                    | Saeco            | Saeco             |
| 8ª                 | Alessandro Petacchi | Damiano Cunego                  | Alessandro Petacchi                 | Damiano Cunego                    | Massimo Strazzer                    | Saeco            | Saeco             |
| 9ª                 | Fred Rodriguez      | Damiano Cunego                  | Alessandro Petacchi                 | Damiano Cunego                    | Massimo Strazzer                    | Saeco            | Saeco             |
| 10ª                | Alessandro Petacchi | Damiano Cunego                  | Alessandro Petacchi                 | Damiano Cunego                    | Crescenzo D'Amore                   | Saeco            | Saeco             |
| 11ª                | Emanuele Sella      | Damiano Cunego                  | Alessandro Petacchi                 | Fabian Wegmann                    | Marlon Pérez Arango                 | Saeco            | Alessio-Bianchi   |
| 12ª                | Alessandro Petacchi | Damiano Cunego                  | Alessandro Petacchi                 | Fabian Wegmann                    | Marlon Pérez Arango                 | Saeco            | Alessio-Bianchi   |
| 13ª                | Serhij Hončar       | Jaroslav Popovyč                | Alessandro Petacchi                 | Fabian Wegmann                    | Marlon Pérez Arango                 | Alessio-Bianchi  | Alessio-Bianchi   |
| 14ª                | Alessandro Petacchi | Jaroslav Popovyč                | Alessandro Petacchi                 | Fabian Wegmann                    | Crescenzo D'Amore                   | Alessio-Bianchi  | Alessio-Bianchi   |
| 15ª                | Alessandro Petacchi | Jaroslav Popovyč                | Alessandro Petacchi                 | Fabian Wegmann                    | Crescenzo D'Amore                   | Alessio-Bianchi  | Alessio-Bianchi   |
| 16ª                | Damiano Cunego      | Damiano Cunego                  | Alessandro Petacchi                 | Fabian Wegmann                    | Crescenzo D'Amore                   | Saeco            | Acqua & Sapone    |
| 17ª                | Pavel Tonkov        | Damiano Cunego                  | Alessandro Petacchi                 | Fabian Wegmann                    | Crescenzo D'Amore                   | Saeco            | Alessio-Bianchi   |
| 18ª                | Damiano Cunego      | Damiano Cunego                  | Alessandro Petacchi                 | Damiano Cunego                    | Crescenzo D'Amore                   | Saeco            | Alessio-Bianchi   |
| 19ª                | Stefano Garzelli    | Damiano Cunego                  | Alessandro Petacchi                 | Fabian Wegmann                    | Raffaele Illiano                    | Saeco            | Alessio-Bianchi   |
| 20ª                | Alessandro Petacchi | Damiano Cunego                  | Alessandro Petacchi                 | Fabian Wegmann                    | Raffaele Illiano                    | Saeco            | Alessio-Bianchi   |
| Classifiche finali | Classifiche finali  | Damiano Cunego                  | Alessandro Petacchi                 | Fabian Wegmann                    | Raffaele Illiano                    | Saeco            | Alessio-Bianchi   |

## Classifiche della corsa

### Classifica generale - Maglia rosa
| Pos. | Corridore          | Squadra         | Tempo     |
| ---- | ------------------ | --------------- | --------- |
| 1    | Damiano Cunego     | Saeco           | 87h32'09" |
| 2    | Serhij Hončar      | De Nardi        | a 2'02"   |
| 3    | Gilberto Simoni    | Saeco           | a 2'05"   |
| 4    | Dario David Cioni  | Fassa Bortolo   | a 4'36"   |
| 5    | Jaroslav Popovyč   | Landbouwkrediet | a 5'05"   |
| 6    | Stefano Garzelli   | Vini Caldirola  | a 5'31"   |
| 7    | Wladimir Belli     | Lampre          | a 6'12"   |
| 8    | Bradley McGee      | F. des Jeux     | a 6'15"   |
| 9    | Tadej Valjavec     | Phonak          | a 6'34"   |
| 10   | Juan Manuel Gárate | Lampre          | a 7'47"   |

### Classifica a punti - Maglia ciclamino
| Pos. | Corridore           | Squadra        | Punti |
| ---- | ------------------- | -------------- | ----- |
| 1    | Alessandro Petacchi | Fassa Bortolo  | 250   |
| 2    | Damiano Cunego      | Saeco          | 153   |
| 3    | Olaf Pollack        | Gerolsteiner   | 148   |
| 4    | Aljaksandr Usaŭ     | Phonak         | 111   |
| 5    | Marco Zanotti       | Vini Caldirola | 102   |

### Classifica scalatori - Maglia verde
| Pos. | Corridore        | Squadra        | Punti |
| ---- | ---------------- | -------------- | ----- |
| 1    | Fabian Wegmann   | Gerolsteiner   | 56    |
| 2    | Damiano Cunego   | Saeco          | 54    |
| 3    | Gilberto Simoni  | Saeco          | 36    |
| 4    | Stefano Garzelli | Vini Caldirola | 33    |
| 5    | Alexandre Moos   | Phonak         | 27    |

### Classifica Intergiro - Maglia azzurra
| Pos. | Corridore           | Squadra      | Tempo     |
| ---- | ------------------- | ------------ | --------- |
| 1    | Raffaele Illiano    | Colombia     | 49h38'14" |
| 2    | Crescenzo D'Amore   | Acqua & Sap. | a 13"     |
| 3    | Mariano Piccoli     | Lampre       | a 19"     |
| 4    | Marlon Pérez Arango | Colombia     | a 22"     |
| 5    | Alessandro Vanotti  | De Nardi     | a 36"     |

### Classifica a squadre - Trofeo Fast Team
| Pos. | Squadra                            | Tempo      |
| ---- | ---------------------------------- | ---------- |
| 1    | Saeco                              | 265h52'05" |
| 2    | Vini Caldirola-Nobili Rubinetterie | a 19'15"   |
| 3    | Lampre                             | a 26'12"   |
| 4    | Alessio-Bianchi                    | a 29'13"   |
| 5    | Saunier Duval-Prodir               | a 39'21"   |

### Classifica a squadre - Trofeo Super Team
| Pos. | Squadra                      | Punti |
| ---- | ---------------------------- | ----- |
| 1    | Alessio-Bianchi              | 384   |
| 2    | Saeco                        | 359   |
| 3    | Fassa Bortolo                | 339   |
| 4    | Lampre                       | 327   |
| 5    | Acqua & Sapone-Caffè Mokambo | 315   |